# Pescetarianismo
Il pescetarianismo, chiamato anche pescatarianismo o pescovegetarianismo, indica una pluralità di regimi alimentari che prevedono la totale astensione dal consumo di alimenti carnei ad eccezione di quelli derivati da qualunque animale classificato tra gli invertebrati acquatici o tra i pesci, proveniente dal pescato d'acqua dolce o salata.

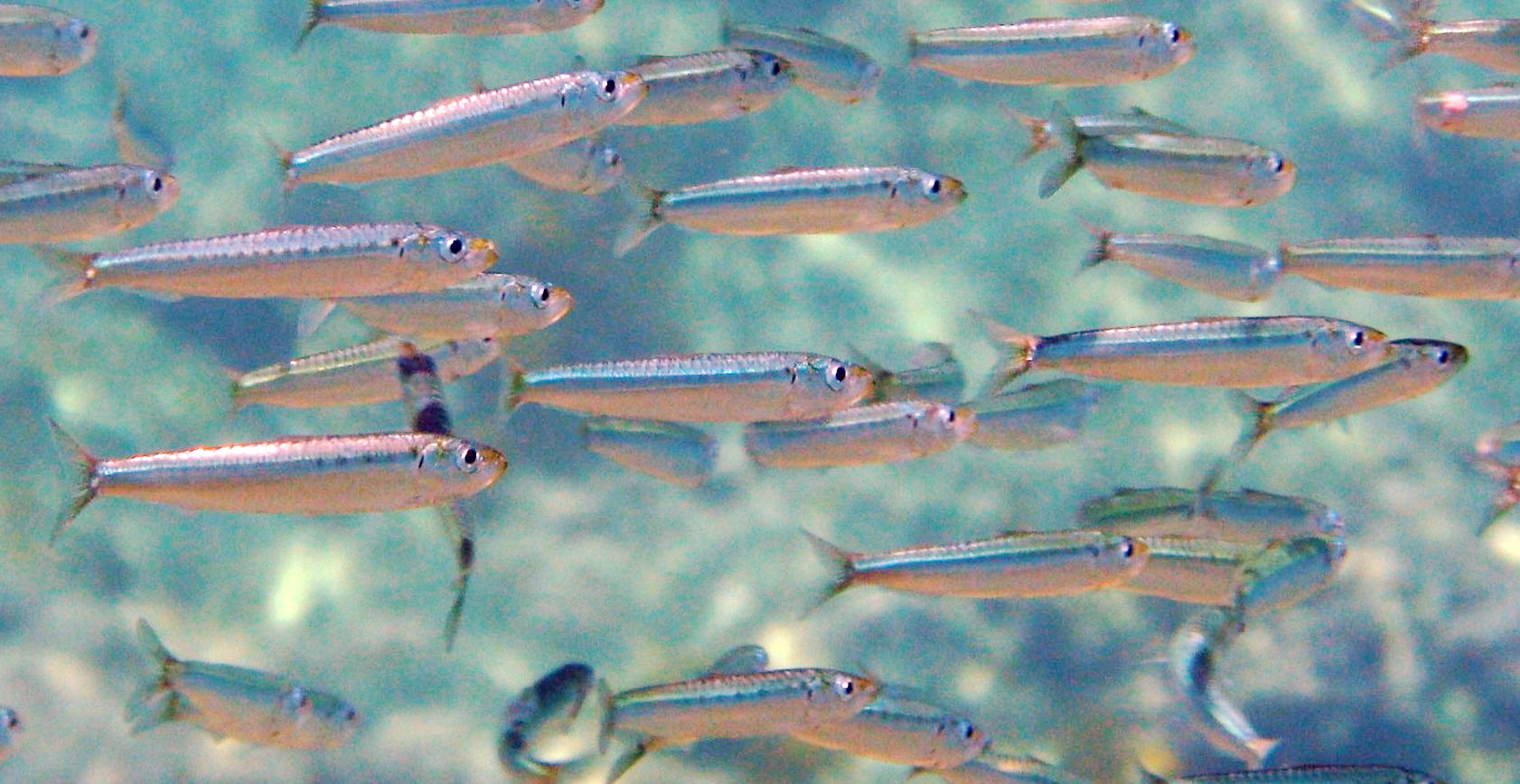
Le sardine sono una varietà di pesce azzurro

## Etimologia

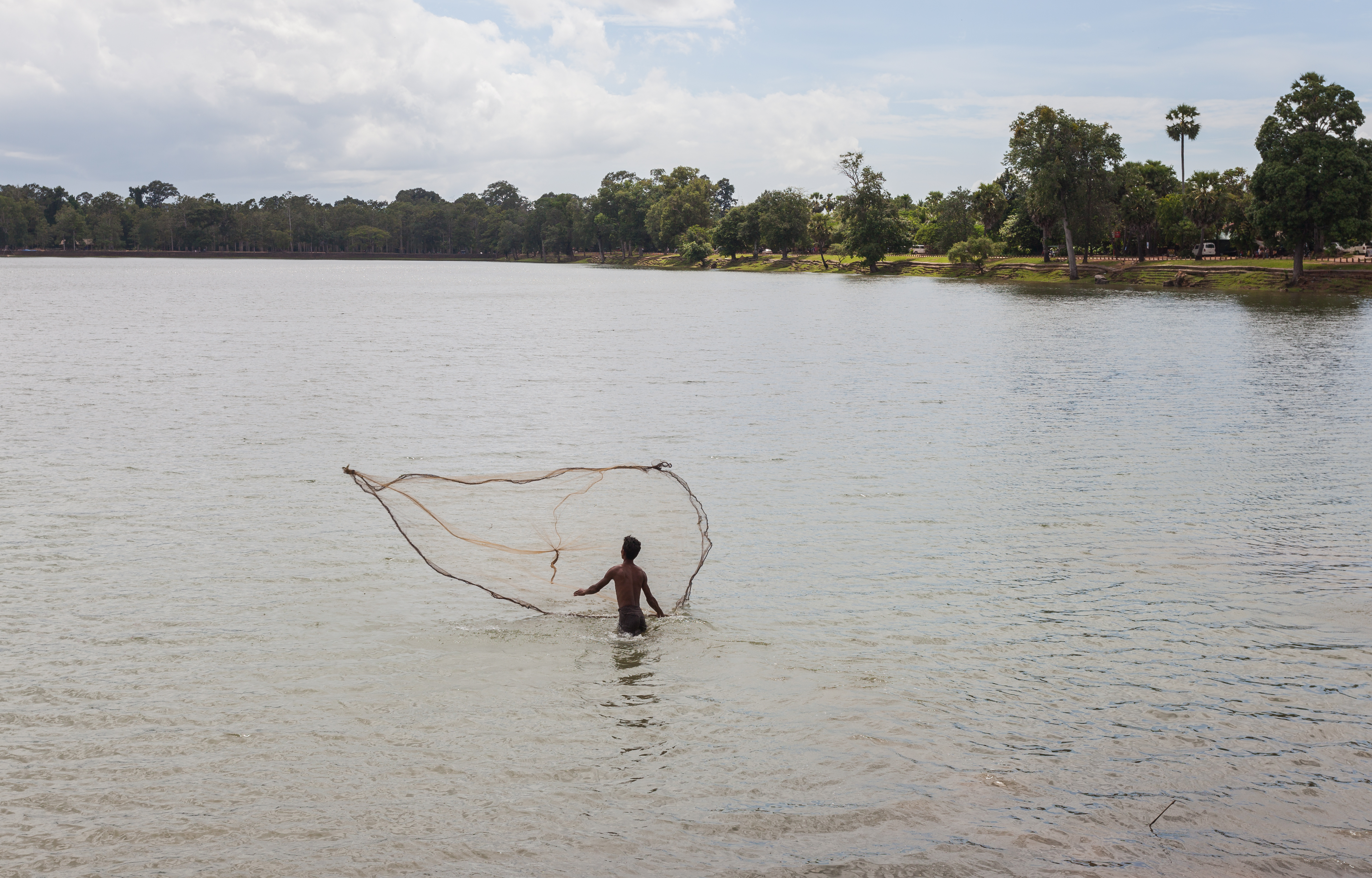
Pesca in Srah Srang, Cambogia

Il dizionario della lingua inglese Merriam-Webster fa risalire l'origine della parola "pescatarian" al 1993 e dall'italiano tuttavia, per la lingua italiana, la parola "pescetariano" entra nel dizionario Devoto-Oli nel 2012. Il termine "pescetarianism" usato nella lingua inglese e quindi in ambito internazionale, da cui deriva pescetarianismo, potrebbe pertanto provenire anche dalla lingua spagnola o da un'altra lingua romanza come la lingua portoghese o la lingua romena. Dovrebbe essere formato, presumibilmente, dalla radice "pesc" della parola pesca, identica in italiano, spagnolo, portoghese e rumeno, che andrebbe a sostituire la radice "veg" nella parola vegetarianism. Tuttavia questo tipo di alimentazione non costituisce un regime vegetariano poiché fa del pescato una parte centrale della dieta e non costituisce neanche un regime onnivoro perché impone divieti alimentari assoluti nel consumo delle carni di animali non acquatici e di tutti i vertebrati acquatici che non siano pesci. Il pescetarianismo è pertanto incluso tra i regimi alimentari semi-vegetariani.

## Caratteristiche

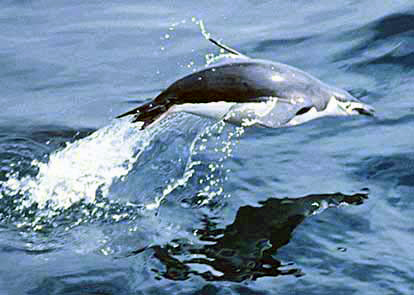
Nuoto a "focena" del pinguino

Poiché tra gli animali acquatici e semi-acquatici vi sono anche molte specie di anfibi (come le rane), di rettili (come le tartarughe), di uccelli (come i pinguini) e di mammiferi (come le balene) è importante precisare che nel pescetarianismo gli alimenti carnei provenienti da questi animali sono assolutamente vietati. Così pure va precisato che gli alimenti non carnei provenienti da animali terrestri sono consentiti e quindi è permesso l'uso delle uova, del latte, dei prodotti lattieri (yogurt, panna, ricotta, burro), dei prodotti caseari (formaggi freschi e stagionati), del miele e di tutti gli altri prodotti di alveare (pappa reale, propoli, polline). Infine tra gli alimenti del pescetarianismo provenienti dal mare entrano a far parte anche le alghe, il sale marino e l'acqua di mare commerciale. Nonostante la parola pescetarianismo derivi da vegetarianismo i pescetariani non sono dei vegetariani che mangiano pesce, perché il vegetarianismo si basa sull'obbligo inderogabile di alimentarsi senza sopprimere la vita di qualunque essere vivente animale. Va precisato però che il pescetarianismo è più del semplice scegliere di alimentarsi di un tipo di carne anziché di un altro. Essere pescetariani significa infatti sottendere la propria alimentazione a domande di natura ecologica, morale e salutistica, proprio come avviene nel vegetarianismo, dandovi però risposte diverse. Nel 2015 a Manchester è stata fondata la Pescetarian Society per rappresentare lo stile di vita e gli interessi dei pescetariani. Solo negli Stati Uniti i pescetariani sono più di un milione.

## Motivazioni e diete

Banco di aringhe

Alcune persone praticano il pescetarianismo solo per un determinato periodo. Tra gli onnivori, ad esempio, chi transita al vegetarianismo, mentre tra i vegetariani, ad esempio, le donne durante la gravidanza e l'allattamento dei figli. Altre persone, invece, scelgono di praticare stabilmente una dieta pescetariana e, come nel vegetarianismo, basando le proprie motivazioni su scelte di tipo salutistico, etiche ed ecologiche. Ognuna di esse dà luogo ad una dieta specifica.
Una delle principali motivazioni salutistiche si basa sul fatto che le carni rosse contengono un'elevata quantità di grassi saturi. Introducendo nella dieta il pesce, invece, si incrementa il livello del colesterolo HDL e degli acidi grassi omega-3. Una seconda motivazione salutistica è legata al fatto che mediamente il pesce è più facilmente digeribile rispetto alla carne e questo può orientare coloro che soffrono di problemi di salute legati alla digestione ad adottare una dieta pescetariana. Un'altra scelta di tipo salutistica è dettata più semplicemente dall'idea che si deve pur mangiare "qualche tipo di carne" come necessità pratica per ottenere sostanze nutritive assenti o non facilmente reperibili nelle piante, tra cui la vitamina B12, e il pescato fra tutte le fonti carnee viene identificato come la fonte meno immorale. Alimentandosi con il pesce si rischia però di assumere anche inquinanti tossici molto pericolosi come i metalli pesanti (tra cui il mercurio), le diossine e i policlorobifenili. Poiché la concentrazione degli inquinanti aumenta lungo la catena alimentare i loro valori più alti si trovano nei predatori in cima alla catena alimentare, mentre quelli più bassi si trovano nei pesci, specialmente se di piccola taglia, che si alimentano soprattutto di alghe e plancton. Ecco perché nella dieta pescetariana per motivi di salute si utilizza preferibilmente "pesce azzurro" come acciughe, sardine e sgombri. Si escludono anche molluschi e crostacei perché ricchi di colesterolo.

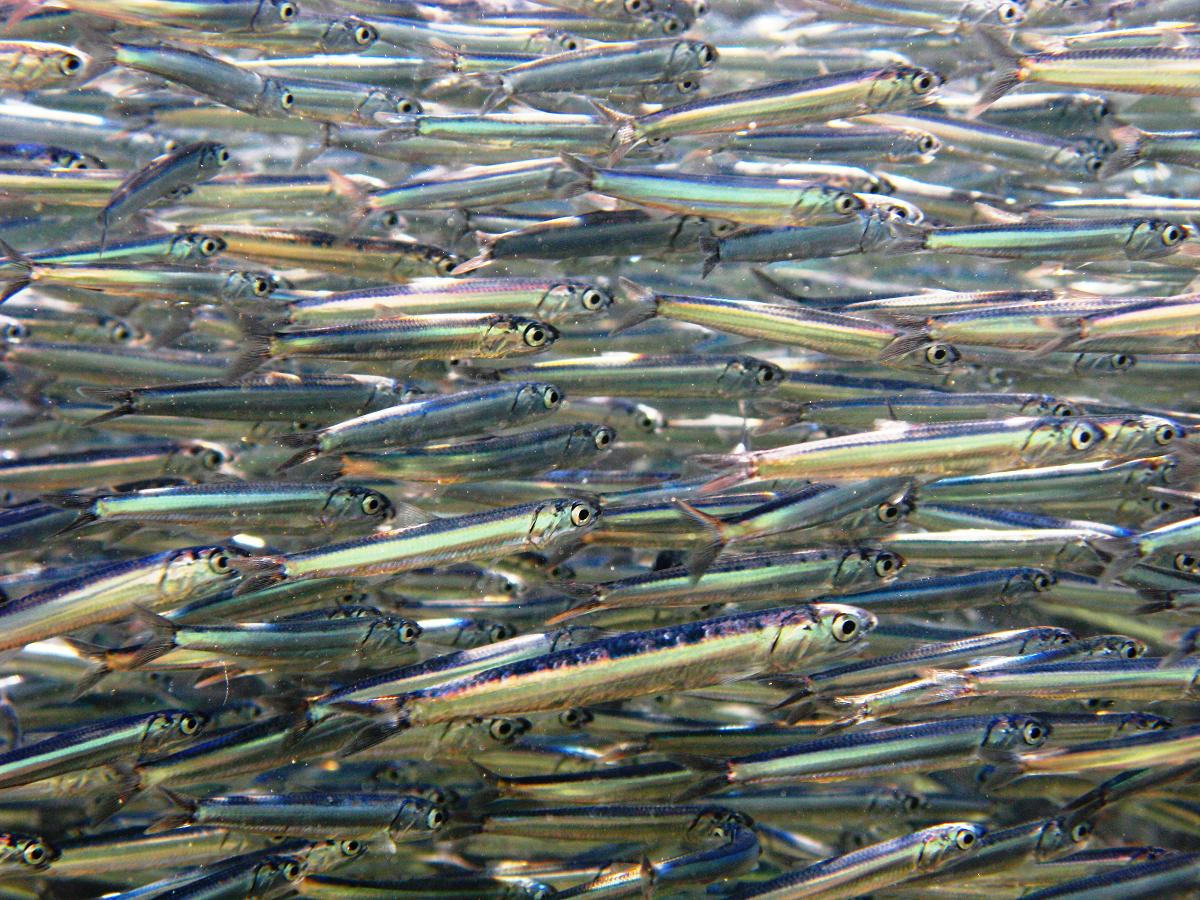
Banco di acciughe

Una dieta pescetariana può essere adottata anche per una motivazione esclusivamente ecologica, e cioè a causa della inefficienza produttiva delle carni da animali domestici allevati rispetto alle carni da animali selvatici cacciati. Basta considerare che i cibi utilizzati per nutrire la maggioranza degli animali di allevamento sono cereali coltivati appositamente per la loro alimentazione. Pertanto, l'impatto ambientale e la quantità di energia necessaria per alimentare una mucca, un pollo o un maiale supera notevolmente il loro valore nutrizionale. Per questa ragione  si ritiene preferibile mangiare pesce selvatico pescato, rifiutando anche i pesci di allevamento che richiedono come cibo altri pesci. La scelta pescetariana attenta al tema dell'ecologia orienta però al consumo di specie ittiche provenienti dall'attività minuta di pesca artigianale. Questo perché la pesca a strascico industriale ha un impatto ecologico negativo notevole, per la distruzione dei fondali e per la sua non selettività, con la cattura di una quantità di pescato estraneo, chiamato bycatch, costituito da molte specie non commerciali.
Una motivazione etica infine porta ad utilizzare solo gli animali più elementari del pescato come i mitili e i ricci di mare ad esempio, poiché chi effettua questa scelta alimentare ritiene che essi, al pari delle piante, non siano organismi senzienti.

## Il pescoveganismo

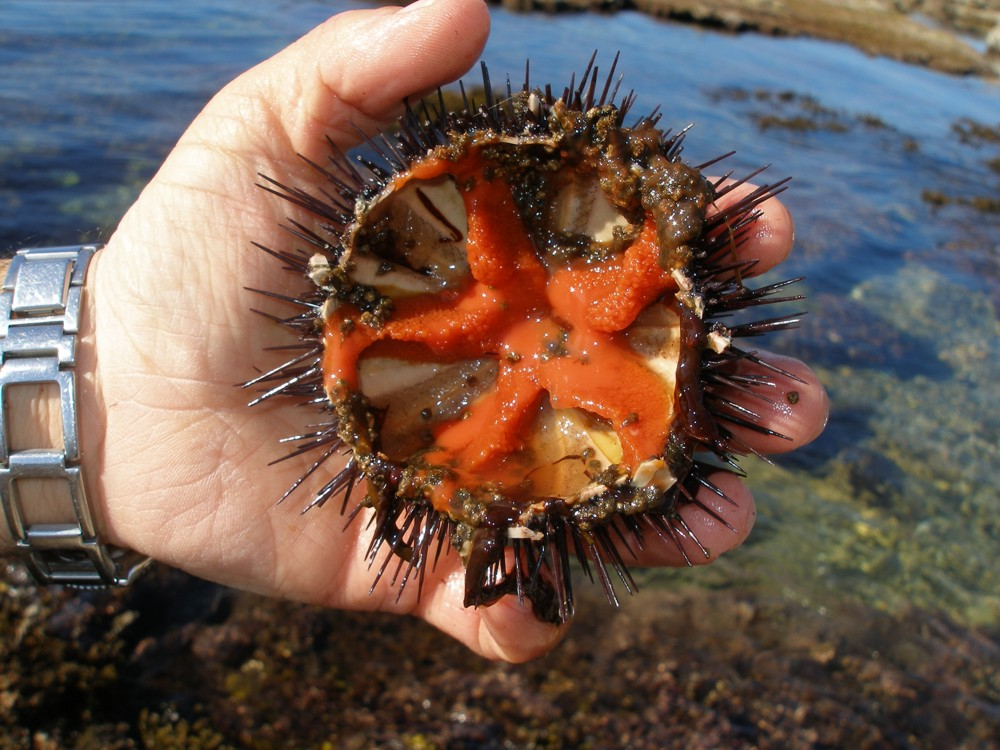
I ricci di mare sono commestibili

Vi può essere un'ulteriore motivazione legata esclusivamente all'etica. Essa si basa sul fatto che il pesce commerciale, in maggioranza, è pesce che vive allo stato selvatico e che viene "cacciato" e catturato con le reti. Alcuni fautori del pescetarianismo pensano che sostituendo il pesce alla carne, pur conducendo una alimentazione animale, vengono risparmiate le vite degli esemplari giovani, vengono evitate le sofferenze patite negli allevamenti intensivi, e la morte degli animali è meno cruenta perché avviene senza spargimento di sangue. Naturalmente le stesse motivazioni per le quali si è rinunciato alla carne portano al rifiuto del pesce di allevamento e, come per i vegani, del latte dei latticini e delle uova. Chi segue questo tipo di alimentazione tende anche a definirsi "pescovegano" anziché pescetariano e chiamare la propria dieta "pescovegana" invece di pescetariana. A differenza dei vegani però, che ritengono inalienabile il rispetto degli animali nel diritto a vivere e nel diritto a condurre una buona vita, i pescovegani, pur non desiderando far vivere gli animali soffrendo, ritengono che uccidere per alimentarsi non sia moralmente inaccettabile.

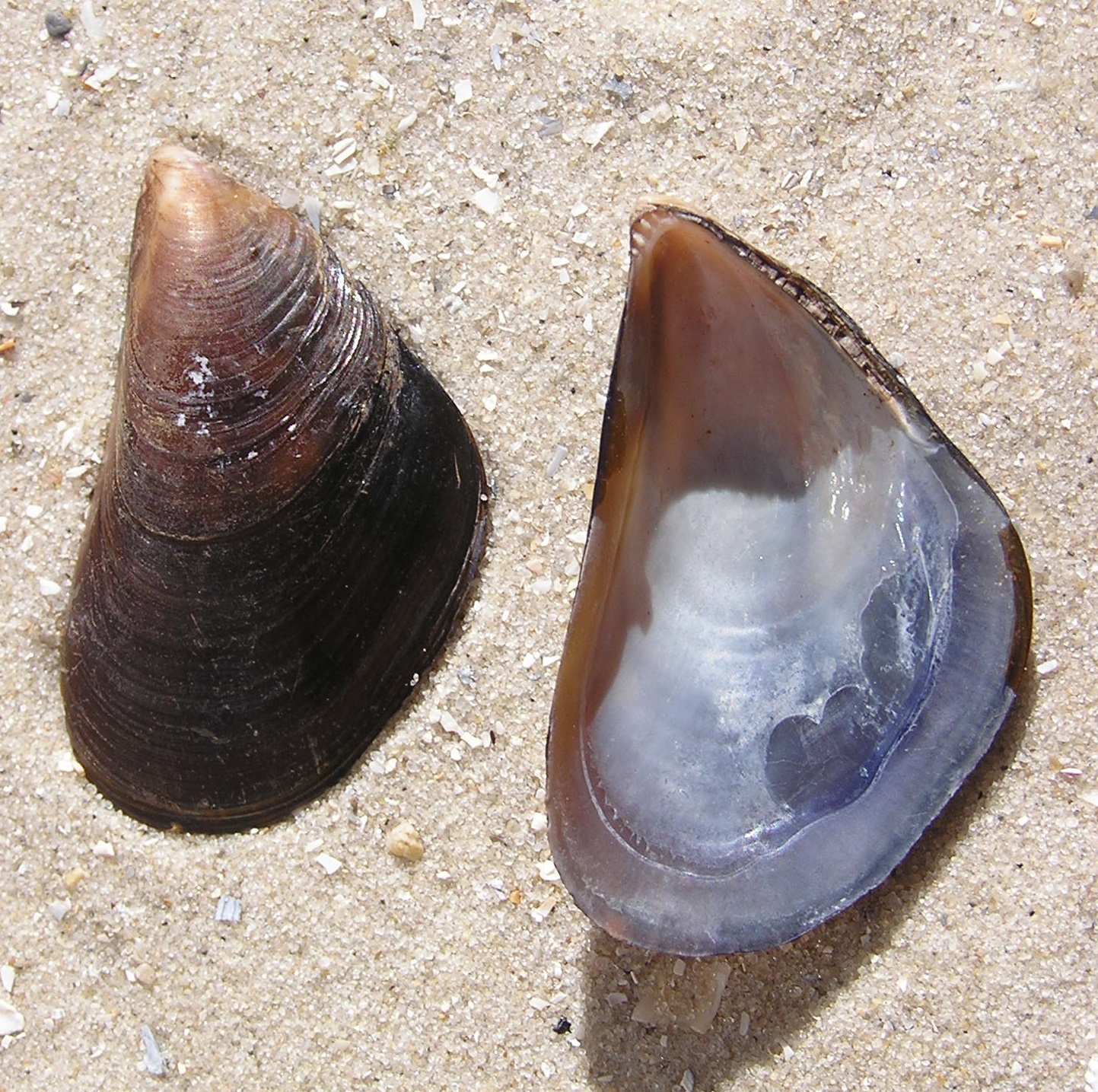
I mitili sono molluschi commestibili

## Crudismo pescetariano

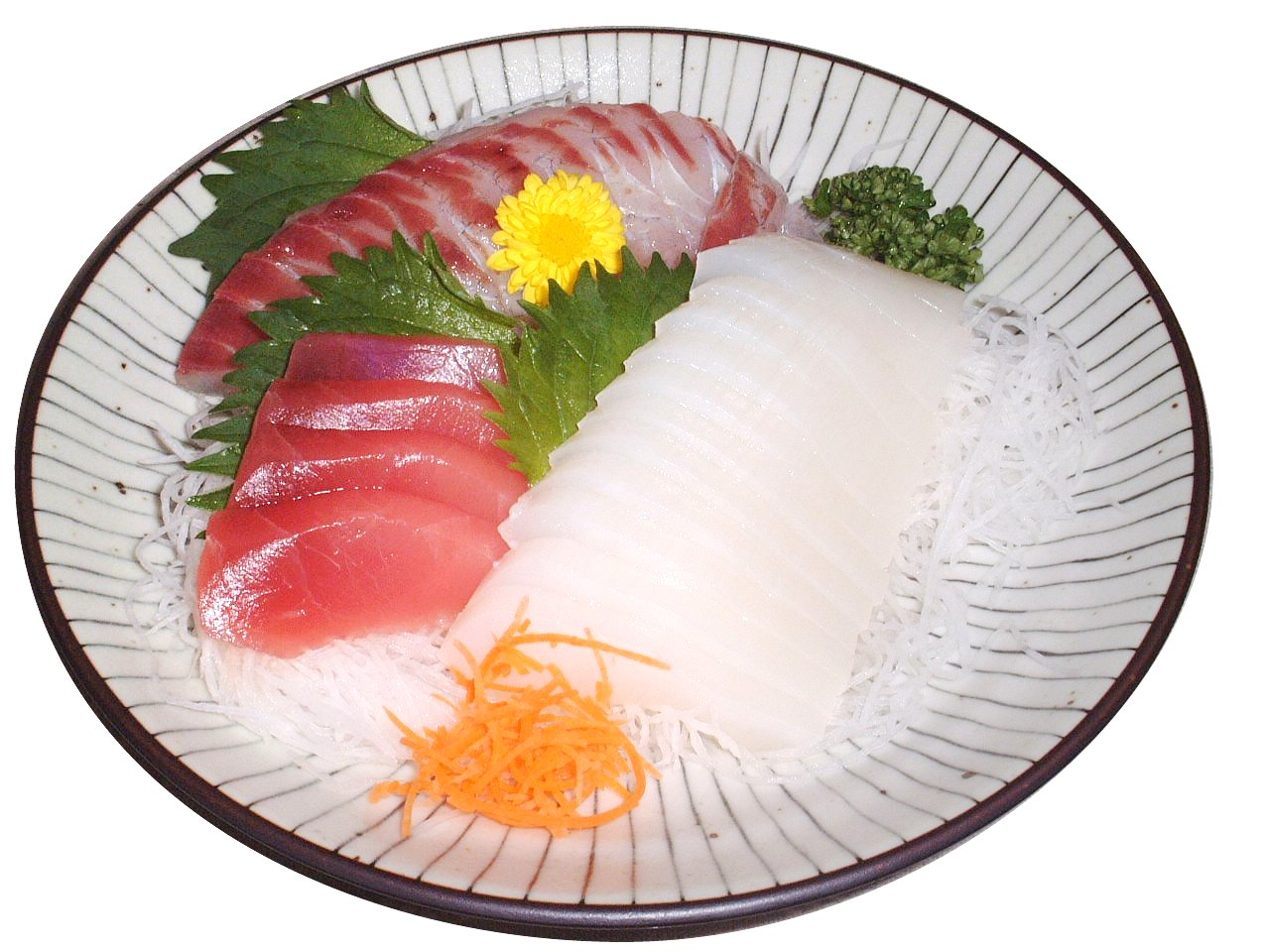
Il sashimi viene realizzato con pesce crudo e verdure crude

Il crudismo pescetariano è una dieta ottenuta applicando i principi del crudismo ad una dieta pescetariana, cioè quella basata su alimenti vegetali ma anche animali purché questi ultimi siano provenienti dall'attività di pesca in acque salate e dolci. Un esempio di dieta crudista pescetariana è quella su cui si basa la cucina tradizionale giapponese. I piatti più noti di questa cucina sono il sushi ed il sashimi. In questo tipo di dieta, oltre ad escludere i pesci cotti, vengono esclusi anche i pesci crudi che hanno subito trattamenti di congelazione e di surgelazione, mentre sono ammessi i pesci crudi che hanno subito trattamenti di essiccazione, marinatura, salatura ed affumicatura. Pur trattandosi di una dieta completa dal punto di vista nutrizionale comporta alti rischi, ovvero la possibilità di contrarre temibili infezioni, dovute a virus, batteri e protozoi, o pericolosi parassiti intestinali.

## La cucina pescetariana

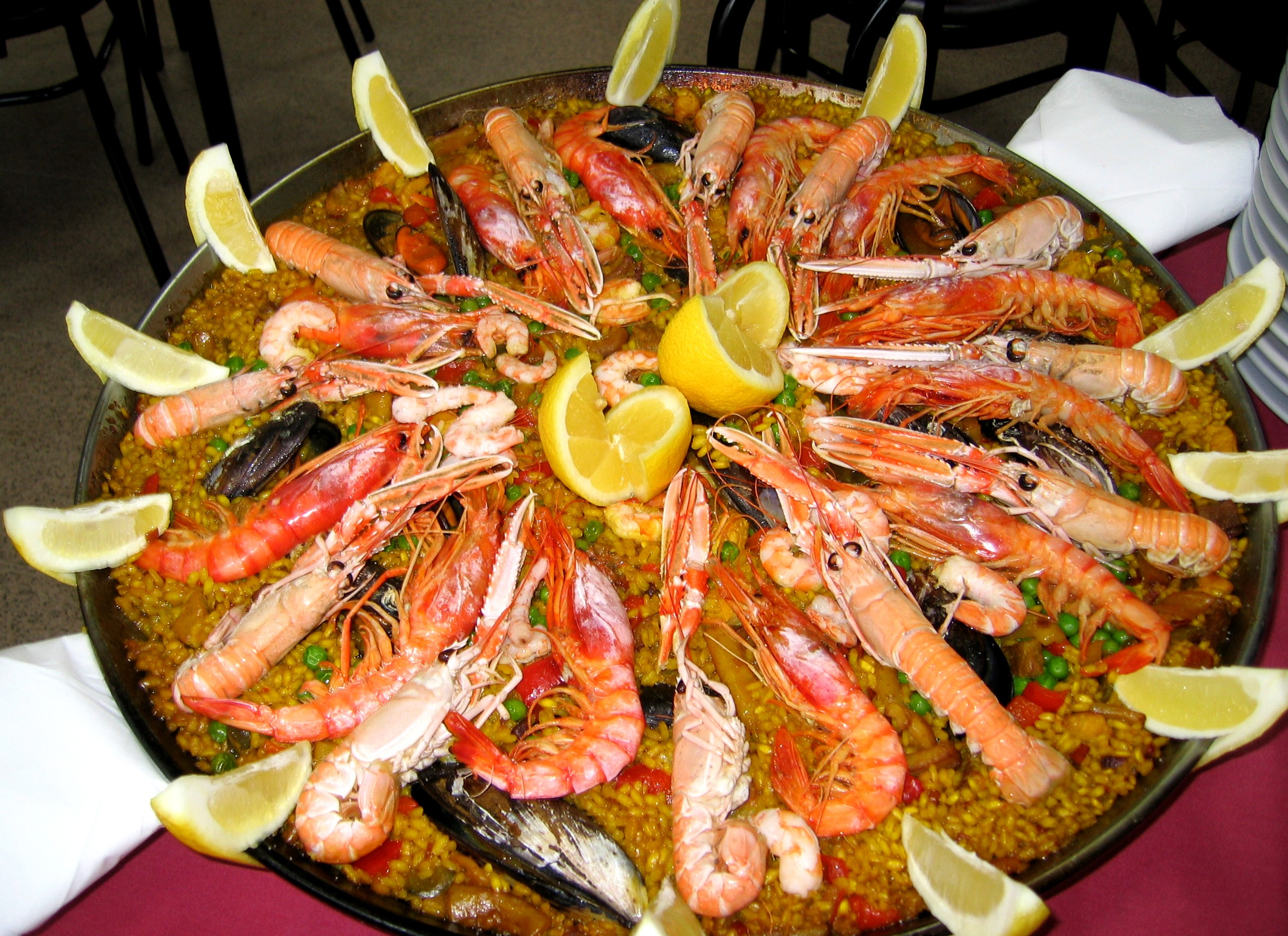
Paella de Mariscos (paella ai frutti di mare)

La cucina pescetariana è il complesso degli alimenti e dei loro preparati, secondo modalità contemporanee o delle tradizioni locali ed etniche, che rispettano gli standard del pescetarianismo. In sostanza ogni cucina di ogni popolo possiede dei piatti, cotti o crudi, basati solo sul pescato, di acqua dolce o salata, o sul pescato e i vegetali. Fra tutti i tipi di alimentazione che prevedono restrizioni, quella pescetariana in teoria potrebbe essere la meno impegnativa da praticare. Il pescato però, qualora sottoposto a processi di conservazione, ha una perdita elevata nelle sue proprietà organolettiche. Pertanto condurre questo tipo di alimentazione è tanto più semplice quanto più elevata è la possibilità di accedere agli alimenti provenienti dall'attività di pesca in una distribuzione a filiera corta, nello spazio ma soprattutto nel tempo, o nella condizione più ideale, direttamente dal produttore al consumatore. In tal caso la cucina pescetariana avrebbe l'ulteriore vantaggio ecologico di utilizzare alimenti a Km zero.

## Similitudini con altre diete

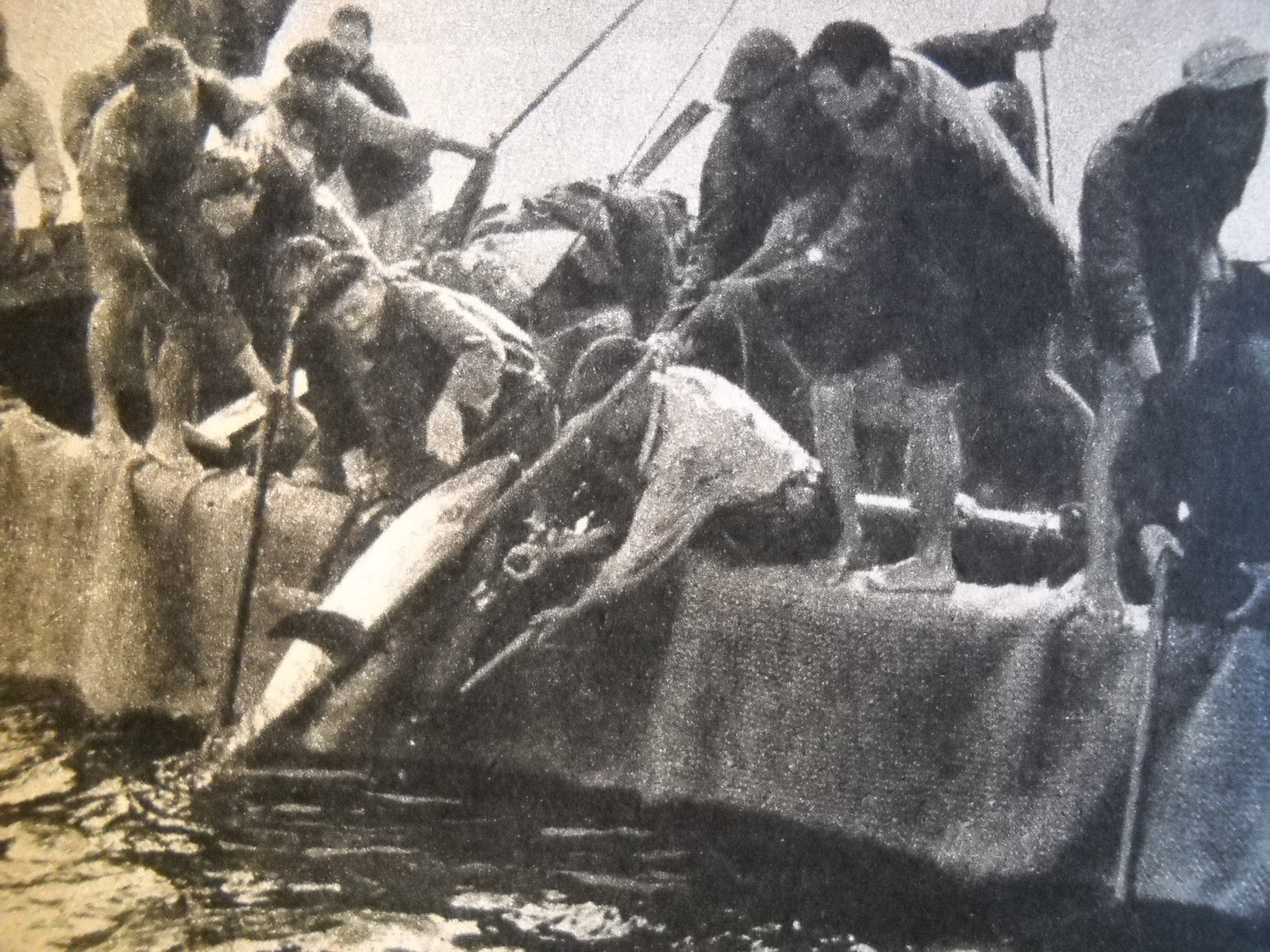
Tonnara di Scopello (Sicilia, 1947)

È possibile identificare una certa somiglianza tra il pescetarianismo e le diete tradizionali di molte popolazioni costiere. Caratteristiche comuni caratterizzano la tradizionale dieta mediterranea e le diete di molte parti del Nord Europa, dei Caraibi e dell'Asia. Sebbene queste diete permettano oltre i prodotti della pesca anche il consumo della carne, quest'ultima è inclusa in quantitativi molto marginali. Analoghe similitudini si ritrovano in alimentazioni rituali, a scopo purificativo o penitenziale, nelle principali religioni e tra queste, l'ebraismo, l'induismo, e il cristianesimo, ortodosso e cattolico.
Naturalmente il pescetarianismo è somigliante anche al vegetarianismo e, nella sua variante in cui vengono esclusi il latte, i formaggi, le uova e il miele, al veganismo. Però, nonostante la similitudine, la Vegetarian Society non considera alcuna delle diete pescetariane classificabili come regimi alimentari vegetariani.

## Rischi per la salute

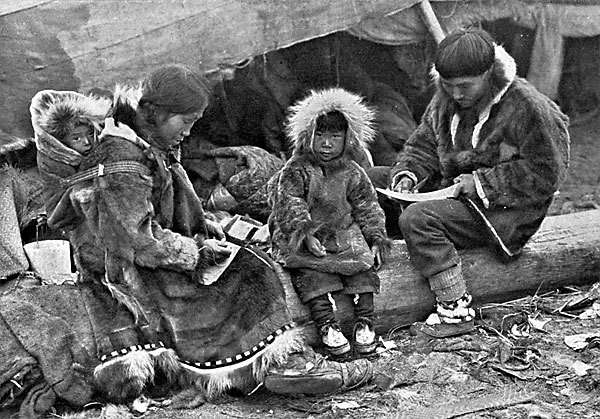
Tra gli eschimesi l'infarto è quasi assente per il consumo di pesce

Nelle diete pescetariane esistono quattro tipi di rischi. Sono legati ai deficit nutrizionali, agli agenti patogeni, alle tossine da inquinanti e, infine, alle microplastiche. I rischi di eventuali deficit di nutrienti essenziali nell'alimentazione sono estremamente variabili in funzione delle limitazioni che si decide di adottare riguardo alla varietà, alla quantità e alla frequenza di assunzione dei cibi, ma in generale questo rischio è basso o trascurabile. Il rischio legato ad agenti patogeni interviene per i cibi non ben cotti o assunti intenzionalmente crudi. Il rischio di assumere sostanze tossiche da inquinanti può essere limitato privilegiando le specie pescate non carnivore e di piccola taglia, e comunque limitando il consumo entro una certa soglia. Il rischio da microplastiche è un problema emerso di recente ma molto temibile.